# Limosín (Francia)
Lemosín o Limosín (en francés: Limousin pronunciado /li.mu.zɛ̃/ (escucharⓘ); en occitano: Lemosin) fue una antigua región metropolitana de Francia, desaparecida desde el 31 de diciembre de 2015, conformada por los departamentos de Creuse, Corrèze y Alto Viena. Ocupaba la parte occidental del Macizo Central y limitaba con las antiguas regiones de Centro, Auvernia, Mediodía-Pirineos, Aquitania y Poitou-Charentes.
La capital regional era Limoges (en occitano: Limòtges/Lemòtges), de la que deriva el nombre de esta antigua provincia y región administrativa de Francia. Las otras ciudades importantes eran Brive-la-Gaillarde (Briva), Tulle (Tula) y Guéret (Garait).
En el marco de la reforma territorial emprendida en 2014, Lemosín se fusionó el 1 de enero de 2016 con las regiones limítrofes de Aquitania y Poitou-Charentes. El nombre oficial de esta nueva región es Nueva Aquitania.

## Historia
El territorio que actualmente se conoce como Limosín fue habitado por el pueblo galo de los lemovices, que fueron conquistados por Julio César y romanizados a partir del 51 a. C. Con la caída del Imperio Romano de Occidente, esta región estuvo ocupada por los visigodos entre los años 419 y 507, fecha en la que Clodoveo I los vence e incorpora la región a los feudos francos. Pasó a formar parte del reino de Neustria (511–584) y del Ducado de Aquitania (584–876). El condado de Lemosín fue creado durante el periodo carolingio.[cita requerida]
En el siglo IX muchas órdenes religiosas se instalaron en la región, donde fundaron importantes abadías. En esa época la región se dividió en numerosos y pequeños señoríos (vizcondes), que erigieron otros tantos castillos y fortalezas. Los siglos XII y XIII son de máxima prosperidad para el Lemosín, en parte debido a su vocación monacal y a su situación en el Camino de Santiago. Con la boda de Leonor de Aquitania con Enrique II de Inglaterra, a partir de 1154 permaneció bajo dominación inglesa, hasta que fue definitivamente conquistado por Carlos V de Francia durante la guerra de los Cien Años. La guerra hace que la región entre en un periodo de grave declive económico a causa de los saqueos y ataques repetidos de las tropas inglesas (el Príncipe Negro saqueó Limoges en 1370) y de las Grandes Compañías.
Limosín ha sido tradicionalmente una tierra de revueltas populares y campesinas. En el siglo XIV fue el foco de la revuelta campesina de los crocantes, en la primavera de 1789 la agitación popular anticipó la Revolución francesa y Limoges tuvo su levantamiento comunal en 1871. El sindicato comunista CGT fue fundado en Limoges en 1895, y la Resistencia francesa fue muy activa en los montes limosinos durante la Segunda Guerra Mundial.

## Demografía
Limosín era la segunda región francesa metropolitana menos poblada después de Córcega, y tenía 737 000 habitantes según el último censo de población de 2007.
La población de Limosín ha disminuido y envejecido durante el siglo XX. El departamento de Creuse tiene el indeseable récord de ser el departamento de Francia con la población más envejecida. Sin embargo, desde 1999 la población de Limosín ha aumentado un poco, invirtiendo su caída por primera vez en décadas. Su población aumentó en 20 000 personas (cerca de un 3 %) en tan solo tres años (de 2004 a 2007).

## Lengua
Aparte del francés, se hablan varias variantes dialectales del occitano: el limosín principalmente, aunque también se hablan el languedociano y el auvernés.

## Economía
Hoy, Limosín es una región esencialmente rural. Afamada por criar uno de los mejores ganados vacunos de Europa, las manadas de ganado de Lemosín —de un color rojo castaño— son comunes en la región. La región es también una importante área de producción de madera. El peso de la agricultura en la economía regional es escaso. El cultivo más extendido es el del centeno.
La antigua capital regional, Limoges, fue en el pasado un centro industrial de fama mundial gracias a sus fábricas de porcelana. En la actualidad, la producción de porcelana ha disminuido considerablemente. Asimismo en el área de la capital regional se concentran las industrias del calzado y del papel. Limoges también es una ciudad muy apreciada por sus diseños de tapicería.

## Política
Políticamente hablando, Limosín es tradicionalmente un centro de la izquierda, con la ciudad industrial de Limoges como su epicentro político. En las elecciones a la Asamblea Nacional de 2007, el departamento de Haute-Vienne eligió a cuatro diputados de izquierda (sobre un total de cuatro escaños), la Creuse a un diputado de izquierda y a uno de derecha (sobre un total de dos escaños) y la Corrèze a dos diputados de izquierda y a uno de derecha (sobre un total de tres escaños).
En 2004, la izquierda francesa obtuvo en esta región su mejor resultado, un 62,02 % de los votos emitidos a la segunda vuelta.
En 2010 el presidente del Consejo Regional es el socialista Jean-Paul Denanot, que ocupa este cargo desde las elecciones regionales de 2004, fecha en que sustituyó al también socialista Robert Savy. Asimismo, en estas elecciones los partidos de izquierda consiguieron 33 de los 43 escaños que componen el Consejo Regional de Lemosín, con 76,74 % de los votos emitidos. Los resultados fueron:
- La coalición formada por el Partido Socialista Francés, el Partido Radical de Izquierda, el Movimiento Republicano y Ciudadano y Europa Ecología: 62,79 % de los escaños
- La coalición formada por el Frente de Izquierda, la Alternativa para la Democracia y el Socialismo, el Nuevo Partido Anticapitalista, la Federación para una Alternativa Social y Ecológica y el partido O.C.: 13,95 % de los escaños
- La coalición de derecha formada en torno a la Mayoría Presidencial, obtuvo el 23,26 % de los escaños.[3]

El Frente Nacional no consiguió ningún escaño en el Consejo Regional de Limosín, ya que no pudo pasar a la segunda vuelta de las elecciones. La lista del Frente Nacional obtuvo el 7,76 % de los votos emitidos en la primera vuelta, cuando el mínimo legal para poder pasar a la segunda vuelta es del 10 %. Esto hace de Limosín una de las pocas regiones de Francia metropolitana donde la ultraderecha no está presente en el Consejo Regional.

## Geografía y clima

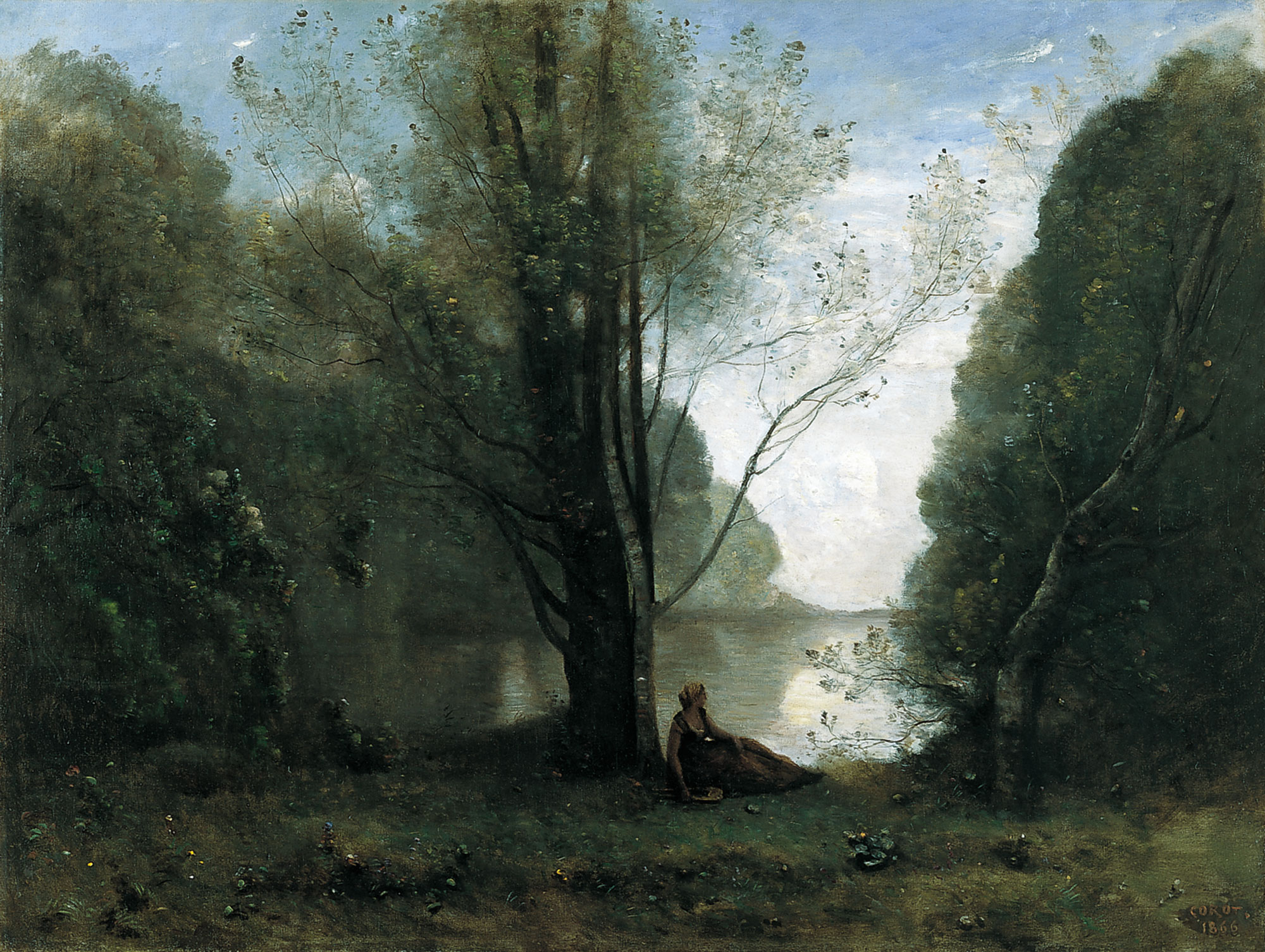
La Soledad, recuerdo de Le Vigen, Lemosín. Camille Corot, 1872. Colección Carmen Thyssen-Bornemisza.

La parte más baja de la región se encuentra al noroeste (aproximadamente a 250 m por encima del nivel del mar) y la más elevada se encuentra aproximadamente al sureste (a 1000 m por encima de nivel del mar). La mayor parte de la región está por encima de 350 m.
Los principales ríos de Limosín son el Dordoña, el Vienne, el Creuse y el Cher. La región se conoce por la elevada calidad de su agua y por ofrecer una pesca de primera.
Lemosín tiene un clima continental. Aunque las temperaturas estivales a menudo superan los 32 °C —y pueden alcanzar incluso los 40 °C—, la región de Lemosín tiene un clima más húmedo y más suave que el de sus vecinas. Los inviernos son a menudo muy fríos, especialmente en las zonas más altas, y la nieve es frecuente.

## Deporte
La región contaba con equipos profesionales en rugby (Club Athlétique Brive-Corrèze) y baloncesto (CSP Limoges). Desde 1968 se disputa allí el Tour de Limousin, una carrera de ciclismo de ruta puntuable para el UCI Europe Tour.